# Umberto Fusaroli Casadei
Umberto Fusaroli Casadei (Bertinoro, 25 marzo 1926 – Forlì, 19 settembre 2007) è stato un partigiano e rivoluzionario italiano.
Partigiano, comunista, rivoluzionario in Mozambico.

## Biografia
Umberto Fusaroli Casadei era figlio di Antonio Fusaroli Casadei, antifascista mazziniano, ucciso col fratello e il di lui figlio (cugino di Umberto) e altre due persone, dai fascisti il 1º maggio 1944, nel cosiddetto “Eccidio di Bertinoro”.

Fusaroli Casadei, in precedenza, si era aggregato alla Brigata Garibaldi Romagnola comandata da Libero, nella quale aveva assunto il ruolo di commissario politico della 9ª compagnia. Dopo il rastrellamento dell'aprile del 1944 che sbandò la formazione, rimase per breve periodo nella ricostituenda brigata di montagna (a quel punto denominata 8ª Brigata “Romagna”) comandata da Ilario Tabarri.

Venuto a conoscenza dell'uccisione del suo ex comandante Libero e della staffetta partigiana Zita oltre che di un soldato sovietico da parte degli stessi partigiani, si dimise dalla Brigata e si aggregò alla costituenda 29ª GAP come comandante di distaccamento.
Anche dopo la fine della guerra partecipò ad azioni punitive contro i fascisti. Atti per i quali scontò qualche anno di carcerazione preventiva per essere poi amnistiato. 
Per un'azione del luglio 1944 fu proposto per la medaglia d'argento al valor militare, che non gli fu però assegnata (ebbe modo di dire Fusaroli Casadei «per motivi politici»). Egli infatti fu sempre un comunista critico nei confronti del PCI a partire dalla svolta di Salerno.

Membro della scorta di Togliatti, in contatto con Giangiacomo Feltrinelli, negli anni '70 si trasferì in Africa, dove si unì al FRELIMO, movimento indipendentista del Mozambico, capeggiato dal futuro presidente Samora Machel, al fianco del quale Fusaroli Casadei restò, ricoprendo importanti incarichi governativi, fino alla morte di quest'ultimo.
Tornato in Italia per sottrarsi alle minacce di morte e agli attentati che aveva subito in Mozambico, il 13 maggio 2001 rilasciò un'intervista a «il Giornale», e il quotidiano la pubblicò riferendo che Fusaroli Casadei rivendicava di aver partecipato all'eccidio di Schio, suscitando così diverse polemiche. Dichiarazione che Fusaroli Casadei smentì fin dal principio, protestando anche con l'ordine dei giornalisti. In ogni caso, va detto che il procedimento penale aperto a suo carico in conseguenza dell'intervista, si chiuse con l'archiviazione.
Qualche mese dopo l'uscita di questa intervista, ricevette un pacco bomba.
Chiese per diversi anni all'ANPI e ad altre istituzioni «che (fosse) restituito l'onore al comandante Libero» «ingiustamente eliminato, insieme alla compagna Zita, sua staffetta, per ignobili motivi».
Morì, all'età di 81 anni, il 19 settembre 2007, all'ospedale di Forlì, dove era stato ricoverato in gravissime condizioni in conseguenza di un incidente stradale avvenuto sulla ex Bidentina a Magliano.
Così si presentava in una sua famosa “Lettera allo Stato”:
«ex comandante partigiano, il padre, lo zio, un cugino trucidati dai mostri repubblichini, tre ferite riportate in diversi combattimenti contro i nazisti, sei anni di carcere per avere continuato la lotta al fine di rendere giustizia ai nostri caduti ed una infinità di persecuzioni poliziesche, tuttora perduranti, combattente contro il fascismo coloniale portoghese, insieme al presidente Samora Moisés Machel, ferito gravemente altre due volte quando esercitai le funzioni di amministratore giudiziario dei beni di due mafiosi in Maputo, dopo che il presidente Samora fu assassinato e il marasma della corruzione travolse le istituzioni. In Mozambico sono regolarmente iscritto negli albi dei commercialisti e degli avvocati».